# 牙八忽都鲁皇后
牙八忽都鲁（?—?），元朝人物。
大蒙古国普颜笃汗硕德八剌（元朝皇帝元英宗）的皇后（可敦、哈屯，汉译皇后）。元朝的后妃只有两等，汉人称之为皇后与妃子。元世祖以后只有得到策宝的皇后才算正宫皇后。她的地位次于正宫皇后速哥八剌，《新元史》记载她是铁失之妹，为第二皇后。南坡之变，铁失弑杀元英宗后伏诛，御史许有壬以牙八忽都鲁皇后犹在宫中，请新皇帝泰定帝加以贬废，后不知所终。

## 延伸阅读
[在维基数据编辑]
 《新元史/卷104》，出自柯劭忞《新元史》